# 锡尼-锡涅
锡尼-锡涅（法語：Signy-Signets，法語發音：[siɲi siɲɛ] ⓘ）是法国塞纳-马恩省的一个市镇，属于莫城区。该市镇于1792年由锡尼（Signy）和锡涅（Signets）两村庄合并而成。

## 地理
锡尼-锡涅（48°55'40"N, 3°4'1"E）面积13.44 平方千米，位于法国法蘭西島大區塞纳-马恩省，该省份为法国北部内陆省份，北起瓦兹省，西接埃松省、马恩河谷省、塞纳-圣但尼省和瓦兹河谷省，南至卢瓦雷省，东南接约讷省，东临马恩省和奥布省，东北接埃纳省。
与锡尼-锡涅接壤的市镇（或旧市镇、城区）包括：茹阿爾、皮埃尔勒韦、圣让莱德瑞莫、萨姆龙。
锡尼-锡涅的时区为UTC+01:00、UTC+02:00（夏令时）。

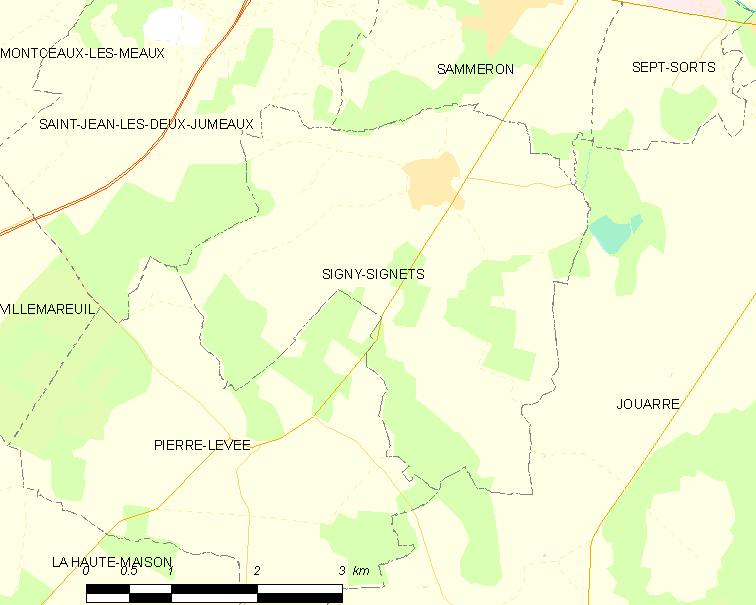
锡尼-锡涅的OSM定位图

## 行政
锡尼-锡涅的邮政编码为77640，INSEE市镇编码为77451。

## 政治
锡尼-锡涅所属的省级选区为拉费泰苏茹阿尔县。

## 人口

1962-2008年间锡尼-锡涅人口变化图示

锡尼-锡涅于2022年1月1日时的人口数量为620人。